# Abercorn (West Lothian)
Abercorn (Gaelisch: Obar Chùirnidh) is een plaats in West Lothian, Schotland, vlak bij de kust van de Firth of Forth.

## Geschiedenis

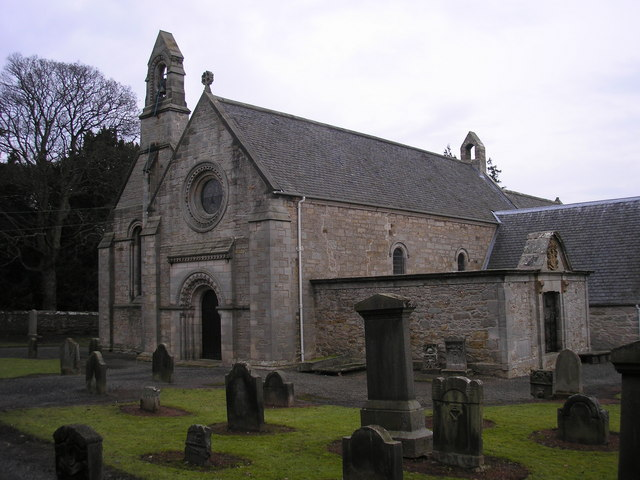
De kerk van Abercorn

Beda beschreef Abercorn als klooster en zetel van Trumwine, bisschop van Northumbria. Opgravingen in de jaren zestig wijzen uit dat er inderdaad een klooster heeft gestaan, dicht bij de huidige kerk. De kerk zelf dateert gedeeltelijk uit de 12e eeuw.
Sinds de Normandische tijd stond er een kasteel in Abercorn, maar dit werd in 1455 door Jacobus II van Schotland ontmanteld tijdens de belegering van de zwarte graven van Douglas.
In de 16e eeuw werd Claud Hamilton beleend met landgoederen rond Abercorn. Zijn zoon kreeg in 1606 de titel graaf van Abercorn.